# Maison du 40 rue de la Paix à Lisieux
La maison du 40 rue de la Paix était un édifice situé à Lisieux, dans le département français du Calvados, en France.

## Localisation
Le monument était situé 40 rue de la Paix, renommée rue Aristide Briand par la suite.

## Historique
L'édifice est classé au titre des Monuments historiques depuis le 25 mars 1930.
La maison est détruite pendant les bombardements de Lisieux qui détruisent 3/4 du patrimoine de la ville.